# Терещук Ігор Петрович
І́гор Петро́вич Терещу́к — старшина 25-ї окремої повітрянодесантної бригади Збройних сил України, учасник російсько-української війни. Один із «кіборгів».

## Короткий життєпис
Закінчив Криворізьку ЗОШ № 88, 2004-го — Криворізький коксохімічний технікум Національної металургійної академії України.
Протягом 1999—2000 років проходив службу в армії. Працював водієм, Дзержинський РВ КМУ ГУМВС, на ПАТ «АрселорМіталл Кривий Ріг».
Мобілізований на службу 27 березня 2014 року. Головний сержант, гаубично-артилерійська батарея, 25-та окрема повітрянодесантна бригада.
20 січня 2015-го загинув у бою з російськими збройними формуваннями біля села Спартак, Ясинуватського району — поблизу аеропорту Донецька. 21 січня в Дніпропетровську СМЕ доставлені тіла 4 українських героїв з району донецького аеропорту волонтером Аллою «Чонгар». За її повідомленням, тіло Ігора забране з с. Спартак (Ясинуватський район).
Без Ігоря залишилися дружина, 17-річна донька, 10-річний син.
Похований в місті Кривий Ріг.

## Нагороди та вшанування
- Указом Президента України № 311/2015 від 4 червня 2015 року, «за особисту мужність і високий професіоналізм, виявлені у захисті державного суверенітету та територіальної цілісності України, вірність військовій присязі», нагороджений орденом «За мужність» III ступеня (посмертно)[1].
- Нагороджений відзнакою міста Кривий Ріг «За заслуги перед містом» ІІІ ступеня (посмертно).
- 22 вересня 2015 року відкрито меморіальну дошку на стіні Криворізької загальноосвітньої школи № 88[2].
- Відкрито меморіальну дошку на стіні Коксохімічного технікуму[3].
- Вшановується в меморіальному комплексі «Зала пам'яті», в щоденному ранковому церемоніалі 21 січня[4][5].